# Burgemeester Boekhoven Sportpark
Het Burgemeester Boekhoven Sportpark is een sportaccommodatie aan de Verlengde Sportlaan in Nieuwe Pekela. Het is de thuishaven van de amateurvoetbalclub VV Pekela.

## Geschiedenis
Het sportpark in Nieuwe Pekela werd op 29 mei 1954 officieel geopend door minister Suurhoff van Sociale Zaken en Gezondheid, met de onthulling van een beeldhouwwerk van Willem Valk. Het kreeg de naam Burgemeester Boekhovenpark, vernoemd naar burgemeester Gerard Boekhoven die ook bij de opening aanwezig was. Pas later werd het officieel hernoemd naar Sportpark omdat men oorspronkelijk van plan was er een recreatiegebied van te maken. Bij de aanleg van het vijf hectare grote park was ook de Dienst Uitvoering Werken betrokken. Naast sportvelden beschikte het park ook over een aantal tennisbanen en een muziekkoepel.
Oorspronkelijk speelden de amateurvoetbalclubs VV PJC en Damacota hun thuiswedstrijden op het Burgemeester Boekhoven Sportpark. Na de oprichting in 2000 kwam SC Pekela 2000 daar bij, een samenwerkingsverband tussen de jeugdteams van beide clubs. In mei 2025 werd bekend dat per 1 juli van dat jaar de clubs zouden fuseren tot VV Pekela, de huidige gebruiker van het sportpark. De vier tennisbanen van gravel zijn in gebruik bij TC Nieuwe Pekela.